# Dongli
För andra betydelser, se Dongli (olika betydelser).
Dongli är ett stadsdistrikt i storstadsområdet Tianjin i norra Kina. I distriktet ligger Tianjin Binhai International Airport.
Det är indelat i elva stadsdelsdistrikt (jiedao):
- Donglihu (东丽湖街道)
- Fengniancun (丰年村街道)
- Huaming (华明街道)
- Huaxin (华新街道)
- Jinqiao (金桥街道)
- Jinzhong (金钟街道)
- Junliangcheng (军粮城街道)
- Wanxin (万新街道)
- Wuxia (无瑕街道)
- Xinli (新立街道)
- Zhangguizhuang (张贵庄街道)

Utöver stadsdelsdistrikten finns zoner för olika ändamål, främst logistik relaterat till flygplatsen.